# Josip Buturac
Josip Buturac (Grabarje kod Požege, 14. studenoga 1905. – Lovrečina Grad, 5. listopada 1993.), bio je hrvatski katolički svećenik, crkveni povjesničar, arhivist i duhovni pisac.

## Životopis
Josip Buturac rodio se je u Grabarju kod Požege 1905. godine. Brat je hrvatskog crkvenog pisca, crkvenog glazbenika i građevinskog inženjera Lojze Buturca. Osnovnu školu polazio je u Ruševu, gimnaziju u Požegi, Travniku i Zagrebu, gdje je 1925. godine u Nadbiskupskoj gimnaziji maturirao. Studij teologije završio je u Zagrebu, od 1934. do 1936. godine studirao je na Papinskom sveučilištu Gregoriana u Rimu (tal. Pontificia Università Gregoriana). Od 1936. do 1939. godine slušao je hrvatsku povijest i etnologiju na Filozofskom fakultetu u Zagrebu. Doktorirao je 1944. godine s tezom Katolička crkva u Slavoniji za turskog vladanja. Od 1939. do 1941. godine bio je arhivar u Nadbiskupskoj kancelariji i arhivu u Zagrebu a od 1941. do 1965. godine radio je u Državnom arhivu u Zagrebu. U razdobljima 1944.-1945. i 1953.-1962. predavao je crkvenu povijest na Bogoslovnom fakultetu u Zagrebu.
Od 16. studenoga 1966. godine pa do svoje smrti 5. listopada 1993. godine Josip Buturac živio je kao duhovnik samostana milosrdnica u Lovrečina Gradu, nedaleko Vrbovca.

## Znanstvena djelatnost
Objavio je niz rasprava, članaka, ocjena i samostalnih djela s područja crkvene i nacionalne povijesti te arhivistike. U povijesnim radovima Buturac je obrađivao teme iz crkvene i kulturne povijesti, zalazeći u povijesno-topografske, toponomastičke, migracijske i druge demografske pojave u prošlosti, posebno u pitanja nataliteta i mortaliteta u pojedinim regijama. Među radovima iz toga područja ističe se opsežno djelo Stanovništvo Požege i okolice od 1700-1950 (Zagreb 1967.). Nakon svog rodnog požeškog kraja Josip Buturac najviše je pisao o Vrbovcu i njegovoj okolici.
Iako njegove tekstove ne obilježuje izrazito zanimanje za neko povijesno razdoblje, ipak su najbrojniji oni u kojima obrađuje poglavlja od 17. do sredine 19. st., većinom utemeljeni na neobjavljenoj arhivskoj građi. Znatni su također njegovi prilozi hrvatskoj arhivističkoj literaturi, posebno crkvenoj arhivistici.

## Djela
Nepotpun popis djela:
1. SAMOSTALNA DJELA
- Stanovništvo Požege i okolice od 1700–1950, Zagreb, 1967.
- Pisani spomenici Požege i okolice 1210–1536, 1995.
- Ruševo i okolica u prošlosti. Zagreb 1927, 40 str. (Nacionalna i sveučilišna biblioteka Zagreb / u daljnjem navođenju NSB-Z/, sign. 147a 94 595).
- Povijest Zbora duhovne mladeži zagrebačke 1836-1936. Zagreb 1937, 96 str. (NSB-Z, sign. 35 167 760).
- Karta Zagrebačke nadbiskupije. Mjerilo 1:200 000. 5 boja. Zagreb 1938.
- Blaženi Augustin Kažotić. Zagreb, Društvo sv. Jeronima Jeronimsko svijetlo br. 48, 1942, 31 str. (NSB-Z, sign. 35 143 555).
- Temelji Katoličke religije i povijesti Katoličke Crkve (s dr. I. Blaževičem). Zagreb 1942, 179 str. (NSB-Z, sign. O 177 143).
- Katolička dogmatika i povijest Katoličke Crkve II (s dr. I. Blaževićem). Zagreb 1944, 282 str. (NSB-Z, sign. O 177 648).
- Povijest Crkve u Hrvatskoj. Pregled od najstarijih vremena do danas 1944. (s dr. K. Dra¬ganovićem). Zagreb, Društvo sv. Jeronima — Jeronimska knjiga 687, 1944, 160, str. (NSB-Z, sign. O 178 422).
- Arhivska čitanka. Priredio dr. Josip Buturac. (Ovo izdanje važi kao rukopis). Zagreb, Državni Arhiv, 1950, 224 str. (NSB-Z, sign. 1 303 174).
- Povijesna metodologija. Skripta za studente. Zagreb 1956. Latinska paleografija. Skripta za studente. Zagreb 1960.
- Pregled povijesti Katoličke Crkve. Priručnik za polaznike Katehetskog tečaja pri Bogo¬slovnom fakultetu u Zagrebu. Zagreb, Izdanje autora umnoženo u samostanu ss. „Naše Gospe", 1961, 98 str. (NSB-Z, sing. 35 II-26 064).
- Zaključci Hrvatskog Sabora (u suradnji sa službenicima Državnog arhiva Hrvatske). Svezak I — IV, Zagreb 1958 — 1965.
- Iz historije pisanog dokumenta (s prof. S. Bačićem). Zagreb, Arhiv Hrvatske, 1966, 110 str. (NSB-Z, sign. 165 400 039).
- Iz crkvene povijesti Starog Petrovog Sela i okolice. Prigodom 200-godišnjice osnutka župe u Starom Petrovom Selu. Slavonski Brod, Izd. Župni ured u St. Petrovom Selu, 1966, 16 str. (NSB-Z, sing. 35 398 950).
- Iz povijesti župa Sisačkoga kraja. Sisak, Izd. Dekanatski ured Sisačkog dekanata, 1967, 24 str. (NSB-Z, sing. 147 404 575).
- Diplomatika. Zagreb, Arhiv Hrvatske — Izdali i umnožili kao rukopis vlastitim ciklostilom slušači arhivističkog tečaja, 1968, 49 str. 100 godina Hrvatskog književnog druš¬tva sv. Jeronima (Sv. Cirila i Metoda) 1868-1968 Zagreb, HKD sv. Ćirila i Metoda, 1969, str. 87.
- Povijest Rimokatoličke župe Bjelovar, Slav. Požega, Izd. Rkt župski ured, 1970, 31 str. (NSB-Z, sign. 147 431 974).
- Povijest uprave vjerskih organizacija u Hrvatskoj od X-XX stoljeća. Zagreb, Arhiv Hrvat¬ske, 1970,91 str. (NSB-Z, sign. 147 433 159).
- Katolička Crkva u Slavoniji za turskoga vladanja. Zagreb, Kršćanska sadašnjost Ana¬lecta Croatica christiana 1, 1970, 240 str. (NSB-Z, sign. 147a/35 433 154).
- Povijest Katoličke Crkve među Hrvatima (s dr. A. Ivandijom). Zagreb, Hrvatsko knji¬ževno društvo sv. Ćirila i Metoda, 1973, 372 str. (NSB-Z, sign. 109 473 525).
- Povijest Rovišća. Rovišče, Izdaje Rkt župa Rovišće, 1975, 100 str. (NSB-Z, sign. 109 473 525).
- Kutina, Uz 200. obljetnicu župne crkve. Zagreb, Kršćanska sadašnjost i Župni ured Kutina, 1977, 144 str.
- Crkveno-kulturna povijest Požege i okolice 1227-1977. Prigodom proslave 750-godiš¬njice grada Požege. Zagreb, Hrvatsko književno društvo sv. Ćirila i Metoda, 1977, 199 str.
- Povijest Gornje Rijeke i okolice. Izdaje Rkt. župa Gornja Rijeka, 1979, 117 str.
- Božjakovina-Brckovljani 1209-1980. Iz povijesti župe, uprave i gospoštije. Brckovlja¬ni, izdavač Hrvatsko književno društvo sv. Ćirila i Metoda, 1981, 126 str.
- Marija Bistrica 1209-1980. Povijest župe i prošteništa. Marija Bistrica, izdavač Hrvat¬sko književno društvo sv. Ćirila i Metoda, 1981, 192 str.
- Stubica Donja i Gornja 1209-1982. Iz povijesti obiju župa. Stubica Zagreb, Kršćan-ska sadašnjost, 1982, 190 str.

2. PERIODIKA, ZBORNICI, ENCIKLOPEDIJE
- ALMANAH POŽEŠKE GIMNAZIJE 1699-1969. Slavonska Požega 1970.
- Fra Ivan Požežanin. Za latinsku školu u Požegi 1637, Str. 45-52,

ANĐEO ČUVAR
- Rano proljeće. XVIII/1918-1919, 9-10, str. 130.
- Molitva. XVIII/1918-1919, 9-10, str. 131.
- Molitva Majci Božjoj. X1X/1919-1920, 1-2, str. 12.
- U laži su kratke noge. XIX/1919-1920, 3-4, str. 30-31.
- Moli se svome Anđelu Čuvaru. XXI/1921-1922, 1, str. 14.
- Kraljici svibnja. XXI/1921-1922, 9, str. 98.
- Ševa vjesnica prolječa.XX1/1921-1922, 9, str. 98.
- Dijete Marijino. XXII/1922-1923, 10, str. 148.
- Malim prijateljima. XXIV/1924-1925, 3, str. 40.

ARHIVSKI VJESNIK — Zagreb
- Archivi. Archivi d' Italia e rassegna internazionale degli archivi se. II a XXVI, Roma 1959.111/1960, str. 487-488.
- Pošvar Jaroslav, Nistin dejin brnćnske mincovny. Numismaticky sbornik CSAV V/ 1958 — VI/1960. Praha. 111/1960, str. 491-492
- Sisačka dosPoštija u prvoj polovici XIX stoljeća. IV-V/1961-1962, štr. 289-351.
- Hajnal Istvn, L'enseignement de l'ćcriture aux universitčs mćdićvales. Budapest 1959. IV—V/1961-1962, str. 411-413.
- Saint Louis a la Sainte chapelle. Paris 1960. IV-V/1961-1962, str. 418-419.
- Sbornik archivnich praci. G. XIII, 1963, br. 1-2. VI/ 1963, 302-304. L' histoire et ses mćthodes. Brugges 1961. VI/1963, str. 307-308.
- Riječno brodarstvo na Savi, Dunavu i Tisi u prvoj polovici XIX stoljeća. VII—V1II/ 1964-1965, štr. 99-204.
- Arhiva Ecclesiae. Ciffl del Vaticano, 1958-1964, VII—VIII/1964-1965, str. 406-407.

Inventar i regesti za starije dokumente Zagrebačkoga kaptolskog arhiva g. 1401-1700. XI—XII/1968-1969, str. 261-319.
BJELOVARSKI LIST, Tjednik u Bjelovaru 
- Niz grešaka u prikazu školstva. 1976, 6, str. 5.

BOGOSLOVSKA SMOTRA
- Župe Požeškoga arhiđakonata g. 1332-1335. XXII/1934, 1, str. 81-90.
- Arhivi Isusovačkih kolegija u Hrvatskoj. XXXIII/1963, 2, str. 109-121.
- Crkveno arhivstvo. XXXVI/1966, 2, str. 501-509.
- Ioannes Golub, De mente ecclesiologica Georgii Križanić. Excerpta ex dissertatione ad Lauream in Facultate Theologica Pontificiae Universitatis Gregorianae. Romae 1964. XXXVII/1967, 3-4, 499-500.
- Povijest Društva sv. Jeronima ili Društva sv. Ćirila i Metoda 1868-1968. XXXVIII/ 1968, 3-4, 376-409; XXXIX/1969, 2-3, 258-290.

CRKVA I ŠKOLA Zagreb 1925. Spomenica Nadbiskupske velike gimnazije i Dječačkog sjemeništa u Zagrebu 1920 — 1925. Uredio dr Pavao Lončar.
- Nadbiskupu Baueru. Str. 168-169.,
- Izlet u Mariju Bistricu. St. 176-178.
- Zimski izlet na Sljeme. Str, 187-189.
- Sreo sam. Str. 133.
- Pjesme pune želje. Str. 133-134.
- Mladost vene. Str. 134.
- Hrvatska prije 1000 godina i danas. Str. 144-146.

CRKVA U SVIJETU
- Ivan Mužić, Hrvatska politika i jugoslavenska ideja, IV/1969,5-6,502-507.

CROATIA SACRA
- Župe arhiđakonata Since u XVIII vijeku.I/1931,1, str. 216-254.
- Popis župa zagrebačke biskupije g. 1650. (Sastavljen prigodom sabiranja milostinje za Zavod sv. Jeronima u Rimu). VIII/1938, 15-16, str. 87-96.
- Poviestni pregled redovnićtva u Hrvatskoj. XI—XII/1943, 20-21, str. 131-152.

CROATICA CHRISTIANA PERIODICA
- Iz povijesti Hrvatske bogoslovne akademije 1922. — 1945.1/1977,1, str. 3-23. Marković Mirko, Đakovo i Đakovština. Poseban otisak iz knjige „Zbornik Dakovštine", knjiga I, Zagreb 1976.1/1977,1, str. 133.
- Naše župe Požeškoga kraja. 1/1977,1, str. 134.
- Arhiv Propagande u Rimu i povijest Južnih Slavena. II/1978, 2, str. 174-184.

ČAZMA U PROŠLOSTI I DANAS ZBORNIK 1226-1976.
- Iz povijesti Čazmanskog kaptola. Str. 65-79.

DANICA kalendar, Zagreb
Hrvatsko književno društvo sv. Jeronima
Hrvatsko književno društvo sv. Ćirila i Metoda 
- Slika kralja Zvonimira u Papinskom dvoru. 1937, str. 49-51.
- Sremska Mitrovica za turskog vladanja (1521-1718). 1984, str. 161-163.

EKONOMSKI ZBORNIK, Zagreb
- Pregled arhivskih izvora za ekonomsko-socijalnu historiju Hrvatske i Slavonije, napose u toku 1849-1873.1966, str. 391--403.

ENCIKLOPEDIJA JUGOSLAVIJE
Jugoslavenski leksikografski zavod Zagreb 
Prvo izdanje
- Alagović Aleksandar. 1955, svezak 1, str. 53.
- Arhivi u Hrvatskoj. 1955, svezak 1, str. 189-196.
- Augustinci. 1955, svezak 1, str. 236. Barac Fran. 1955, svezak 1, str. 362. Bauer Antun. 1955, svezak 1, str. 394.
- Benediktinci u Hrvatskoj, svezak 1, str. 431-433.
- Berislavići - Grabarski. 1955, svezak 1, str. 482.
- Bijela Stijena. 1955, svezak 1, str. 558-559.
- Borković Martin. 1955, svezak 1, str. 694.
- Dobra Kuća, 1958, svezak 3, str. 23.
- Dubrava, 1958, svezak 3, str. 123.
- Hospitalci (Ivanovci). 1960, svezak 4, str. 27.
- Ibrišimović Luka. 1960, svezak 4, str. 313.
- Ivan arhiđakon Gorički. 1960, svezak 4, str. 400.
- Ivančan Ljudevit. 1960, svezak 4, str. 401-402.
- Kaptoli. 1962, svezak 5, str. 191-192.
- Krčka biskupija. 1962, svezak 5, str. 389.
- Mikulić Aleksandar Ignacije. 1965, svezak 6, str. 105.
- Pavlini. 1965, svezak 6, str. 443.
- Senjska i modruška biskupija, 1968, svezak 7, str. 185.
- Švear Ivan. 1971, svezak 8, str. 279.
- Tkalčić Ivan Krstitelj. 1971, svezak 8, str. 341-342.
- Unijatska (Grkokatolička) Crkva. 1971, svezak 8, str. 418-419.
- Vanino Miroslav. 1971, svezak 8, str. 454.

Drugo izdanje
- Alagović Aleksandar. 1980, svezak 1, str. 71.
- Arhiv Hrvatske. 1980, svezak 1, str. 253-255.
- Augustinci. 1980, svezak 1, str. 325-326.
- Barac Fran. 1980, svezak 1, str. 504.
- Bauer Antun. 1980, svezak 1, str. 529
- Benediktinci 1980, svezak 1, str. 559.
- Benediktinci u Hrvatskoj. 1980, svezak 1, str. 559-560.
- Berislavići Grabarski (Doborski). 1980, svezak 1, str. 603-604.
- Bijela Stijena. 1980, svezak 1, str. 694.
- Borković Martin. 1982, svezak 2, str. 84.

GLAS KONCILA
- Blaženi Augustin Kažotić, biskup u Zagrebu i Lučeri. 111/1964,15, str. 5.
- U Vrbovi obnovljena župa. III/1964, 23, str. 7.
- Povijesni kalendar Crkve u Hrvatskoj. V/1966, 16, str. 14; 17, str. 14; 18, str. 14: 20, str. 14;21, str. 14;22, str. 14;23, str. 14;24, str. 10;25, str. 20; V1/1967, 1, str. 14; 2, str. 15; 3, str. 14; 4, str. 14; 5, str. 14; 6, str. 21; 7, str. 16; 8, str. 14;9, str. 14; 10, str. 14,11, str. 144,12, str. 14; 13, str. 14; 14, str. 14;15, str. 14; 16, str. 14; 17, str. 14; 18, str. 14; 19, str. 14; 20, str. 12;21, str. 14;22, str. 14;23, str. 14;24, str. 12; 25-26, str. 20.
- Nekoliko osvrta (O Glasu Koncila i katoličkoj suvremenoj publicistici). IX/ 1970, 1,

str. 17.
- Miroslav Vanino: Isusovci i hrvatski narod. IX/1970,14, str. 12.
- Haulik — austrofil? XV/ 1976, 4, str. 3.
- Kalamari je bio uzoran. XVI/ 1977, 24, str. 2.

GLASNIK SV. JOSIPA
- Ime mu je Josip. 1/1984,4, str. 8.
- Zašto sveti Josip plače. 1/1984,4, str. 9.

GLASNIK SRCA ISUSOVA I MARIJINA
- Izumiranje sela. 59/1968,8, str. 291-292.
- Inkvizicija. 60/1969,3, str. 103-104.
- Moje selo. 60/1969,4, str. 150-152.
- Moj rod. 60/1969,7, str. 271-272. Kovilj.

HISTORIJSKI ZBORNIK — Zagreb Državni arhiv u Zagrebu. V/1952,3-4, str. 395-407.
- Dr Lelja Dobronić, Topografija zemljišnih posjeda zagrebačkog biskupa Zagrebač¬kog kaptola. (Recenzija). VII/ 1954,1-4, str. 167-172.
- Stjepan Pavičić, Podrijetlo hrvatskih i srpskih naselja i govora u Slavoniji. (Recenzija). VIII/1955, str. 145-155.
- Neobjavljeni dokumenti hrvatske povijesti u XV stoljeću. XI—XII/1958-1959, str. 238-287.
- Stjepan Pavičić, Seoba i naselja u Lici, Zagreb 1962. (Recenzija). XV/1962, str. 309— 313.

HRVATSKI BIOGRAFSKI LEKSIKON 
Jugoslavenski leksikografski zavod Zagreb
- Abel. 1983, svezak 1, str. 2.
- Alagović Aleksandar. 1983, svezak 1, str. 48-50.
- Ašperger Matija Juraj. 1983, svezak 1, str. 259.
- Babić Ivan Josip. 1983, svezak 1, str. 291.
- Babić Matija Aleksandar. 1983, svezak 1, str. 298.
- Bakač Šimun. 1983, svezak 1, str. 358.
- Bakač Toma. 1983, svezak 1, str. 358.
- Balenović Šimun. 1983, svezak 1, str. 390-391:
- Baran. 1983, svezak 1, str. 441.
- Baratin Luka. 1983, svezak 1, str. 445.
- Baron Gustav. 1983, svezak 1, str. 480.
- Bauer Antun. 1983, svezak 1, str. 539-540. (Zajedno s Franjom Emanuelom Hoškom).
- Belavić Nikola. 1983, svezak 1, str. 610.
- Benedikt, zagrebački biskup. 1983, svezak 1, str. 638.

HRVATSKA ENCIKLOPEDIJA 
Naklada Hrvatskog izdavatačkog bibliografskog zavoda Zagreb
- Baran, 1941, svezak 2, str. 217(s G.
- Baron Gustav, 1941, svezak 2, str. 253.
- Bratovštine, 1942, svezak 3, str. 247-252 (s V. Š. i V. F.).

HRVATSKA PROSVJETA
- Jutarnja idila. XI/ 1924, 1, str. 27.

HRVATSKA PROŠLOST
- Požeški isusovci i kutjevačko vlastelinstvo. 1941, knjiga II, str, 148-166; 1943, knjiga III, str. 106-131.
- Pleternica i okolica. 1943, knjiga V, str. 150-173.

HRVATSKA STRAŽA
- Broj stanovnika u gradovima Vojvodine. 1/1929, 7, str. 4.
- Bijela kuga u Požeškoj kotlini. II/1930, 25, str. 4.
- Žiteljstvo u Moslavini. 11/1930, 290, str. 9-10.
- Požega u doba Ilirskog pokreta. 11/1930, 294, str. 5. (Osvrt „Požedh novina" 1931. br. 14. str. 5, pisac pseudonimom Argus.)
- Žiteljstvo Hrvatske — Slavonije god. 1827, 1857.11/1930, 294, str. 5.
- Najstariji ljudi u okolici Novog Marofa 1744.111/1931, (4. veljače), str. 5.
- Moslavačke crkve u XVIII stoljeću. Župna crkva u Kutini. Crkve i kapele u ostalim župama.111/1931,.85, str. 4.
- Crkve pakračkoga kraja u 18. stoljeću. III/1931, 86, str. 4.
- Ilirci u Pečuhu. III/1931, 219, str, 4-5.
- Žiteljstvo Požeške kotline. IV/1932, 29, str. 7.
- 600. godišnjica slavonskih župa. IV/1932, 256, str. 5.
- Crkve u slavonskoj Podravini godine 1730.1V/1932, 258, str. 5.
- Isusovački patriotizam. V/1933, (21. ožujka), str. 2.
- Požega grad i Požeški kaptol. VII/ 1935, 82, str. 7.
- Župe Zagrebačke biskupije 1650. VII/1935, 93, str. 8.
- Što uči profesor (Turić) na Seljačkom sveučilištu. X/ 1938, 253, str. 4; 254, str. 4-5.
- Župe i crkve oko Jastrebarskoga. Još o b1. Augustinu Kažotiču. XI/1939, (8. kolovoz), str. 4.

HRVATSKA STRAŽA Tjednik
- Katolički ponos. V/1937,10, str. 2.
- Mješovita ženidba. V/1937, 14, str. 2.

KALENDAR GOSPINA KRUNICA
- 1940, str. 74-76. Pokvarenost veća nego u Francuskoj.

KALENDAR SRCA ISUSOVA 1 MARIJINA
- Odziv. 1925., str. 43.
- Dijete Marijino. 1925, str. 4

KATOLIČKI LIST
- Starokatolici u Bijeloj Stijeni. 83/1932,2, str. 18-19.
- Oko katehizacije u čagličkoj župi. 83/1932,19, str. 236-238.
- Starokatolici pod zaštitom mogućnika. 83/1932,30-31, str. 364-365.
- Borba za orguljašku njivu. Škola dužna nabaviti potrebne vjeronaučne knjige 83/1932. 34,406-407. B.
- Novi grobljanski statut. 83/1932,37 str, 439-440.
- Znakovi vremena. 83/1932,41, str. 487-489; 42, str. 499-501.
- Tko su i što su bjelostjenski starokato1ici. 83/1932,43, str. 509-510.
- Problemi duhovne pastve u slikama. 84/1933,5, str. 43-45; 6, 58; 7,66-67. J.A.B.
- Katolička djeca i svetosavska zabava. Prilog za našu crkvenu povijest iz g. 1933.84/ 1933,11, str. 129-130. J.A.B.
- Molitvenik u osnovnoj školi. 84/1933,18, str. 219-221. J.A.B.
- Obranajavnog morala. 84/1933,28, str. 335-337. J.A.B.
- Što se ne bi smjelo ni spominjati. 84/1933,29, str. 349-351. J.A. Buturac. *
- Korona pakračkoga kotara u Uljaniku. 84/1933,36, str. 435-436. J.A.B.
- Trebamo više samostana. 84/1933,37, str. 441-442.
- Župnikovi prijatelji. 85/1934,2, str. 20-21.
- Svećenička briga za svakdašnji kruh. 85/1934,17, str. 213-214. Koviljan.
- Putnici - prosjaci. 85/1934,24, str. 298-299.
- Nećemo zaboraviti. 85/1934,25, str. 311-312.
- Hrvati Pakračke Poljane izumiru. 85/1934,30, str. 377-378.
- Uz 600. godišnjicu naših župa. 85/1934,32, str. 397-398.
- Svečenička zadrugaje potrebna. 85/1934,43, str. 533.  J.A.B.
- Dr. Ludwig Andreas Veit, Die Kirche im Zeitalter des Individualismus 1648 bis Gegen¬wart, I, 2. Halfte. 86/1935,17, str. 216.
- U kuči bez djece. 86/1935,34, str. 424•425.  Kov.
- Sječanje na čagličku župu, 86/1935,38, str. 472-474, Mješovite ženidbe. 86/1935,39, str. 484-485.
- Žiteljstvo na hrvatsko-slavonskoj medi. 86/1935,46, str. 575-577.
- Sisačka Posavina. 87/1936,11, str. 150-151.  J.A. Buturac.
- Naša katolička dječja štampa. 87/1936,36, str. 451-452.
- Župnički ispit. 87/1936,38, str. 479-480.  J.A.B.
- Zagrebačka biskupija godine 1771.88/1937,24, str. 281-282.
- U spomen Mati Lovadeniću.88/1937,27, str. 323.
- Pavlini u Hrvatskoj. (Prigodom 650-godišnjice pavlinskog samostana u Remetama. 88/ 1937,39, str. 465-466.
- Kanonska vizitacija arhiđakona. 89/1938,33, str. 392-394.  J. Bc.
- Kroz skopljansku biskupiju. Prigodom Euharistijskog kongresa u Letnici 14. i 15. VIII. 1938.89/1938,36, str.;432-434.  A.Bc.
- Nova karta Zagrebačke nadbiskupije. 89/1938,42, str. 499-501.
- Uspomena na Stjepana Kalamarija. (Uz sedamgodišnjicu smrti ruševačkog župnika Stjepana Kalamarija). 90/1939,5, str. 55-57; 6, str. 72-73.
- Natalitet u Zagrebačkoj nadbiskupiji g. 1928-1938.90/1939,9, str. 105-109. * J. Bc.
- Svećenički mirovinski dom u Zagrebu. 90/1939,19, str. 237-239. *U. .
- Zagrebačka biskupija prije 155 godina. Rukom pisani šematizam svećenika iz g. 1784. 90/1939,34, str. 417-418.
- Da li je „Uznesenje B.D.Marije" titular Zagrebačke katedrale? 90/1939,38, str. 466- 467.
- Imena župa u Zagrebačkoj nadbiskupiji. (Uz mali Šematizam Zagrebačke nadbiskupije od 15. XII. 1939.90/1939,51, str. 625-626.
- Blagoslov kuća. 91/1940,2, str. 18-20.  Uskok.
- Naše župe u diaspori. 91/1940,3, str. 25-27. * Uskok.
- Za ljepšu budućnost Hrvatske protiv bijele kuge. Uz pismo preuzv. gosp. nadbiskupa Dra. Alojzija Stepinca upravljeno liječnicfma. 91/1940,7, str. 73-76. * B-c.
- Dr. Carolus Nežić: De pravoslavis Jugoslavis saec. XVII ad catholicam fidem reversis nec non eorum conceptu Romanae Ecclesiae. (Roma 1940.) Typis polyglottis Vatica¬nis. Desclće et socii editores pontifici. Doktorska disertacija. 91/1940,20, str. 244. * B. -c.
- Templarski samostan u Glogovnici. 91/1940,33, str. 392-394.
- Franjevački samostan u Kloštru (Podravina). 91/1940,34, str. 412.
- Naši crkveni arhivi. 91/1940,35, str. 413-414.
- Slavonija i Srijem prije Turaka. 91/1940,35, str. 421-422.
- Svilničko-bučka župa. Uz 600-godišnjicu prvog spominjanja te župe. 91/1940,40, str. 479-481.
- Bl. Augustin Kažotić. Biskup u Zagrebu i Luceri 1303. – 1323.91/1940,43, str. 509- 511; 44, str. 524-526; 46, str. 552-553.
- Pitanje populacije u Hrvatskoj. 91/1940,44, str. 528-529. * Bc.
- Arhiv Prvostolnog kaptola u Zagrebu - II. odio. 92/1941,4, str. 44-45.
- Izvori i literatura o biskuPu Kažotiću. 92/1941,5, str. 55-57.
- Crkveno pravo za jozefinizma u habsburškim zemljama. 92/1941,11, str. 126-128; 12, str. 135-137; 13, 151-153; 14, 163-165.
- Kutjevačka opatija. 92/1941,15, str. 178-179.
- Stjepan Pavičić, Vukovarska župa u razvitku svoga naselja od XIII. do XVIII. stoljeća. 92/1941,15, str. 183. * J.Bc.
- Hrvatska prošlost I knjiga. Uredio prof. dr. Rudolf Horvat. Izdalo kulturno-historijsko društvo „Hrvatski rodoljub" (Zagreb 1940). 92/1941, 15, str. 184.  Bc.
- Župska spomenica. 92/1941, 17, str. 199-201.
- Franjevci zagrebačke biskupije g. 1770. 92/1941, 18, str. 211-213.
- Arhivsko blago treba čuvati. 92/1941, 20, str. 241-243. * J. Bc.
- Nejasna sredovječna topografija Slavonije. 92/1941, 21-22, str. 257-259.
- Žiteljstvo Zagrebačke nadbiskupije kroz 150 godina. 92/1941, 26, str. 304-306; 28, str. 328-330; 29, str. 337-339.
- Naše Međimurje. 92/1941, 33, str. 382-384. * Uskok.
- Biela kuga u Požeškoj kotlini. 92/1941, 33, str. 390-391.
- Svećenički dom u Zagrebu. 92/1941, 36, str. 421-423. * Kov.
- Naš svećenički podmladak. 92/1941, 37, str. 429-431. * Svećenik.
- Moslavačke crkve u 18. stoljeću. 92/1941, 37, str. 433-436.
- Franjo Brdarić. 92/1941, 49, str. 578-579. * J.Bc.
- Naseljavanje srednje Slavonije u prošlosti. 93/1942, 15, str. 172-174.
- Na njivi pučke prosvjete. Uz knjigu Dr Ferde Rožića pod gornjim naslovom. 93/1942, 16, str. 186-189.
- Kapela B.D. Marije u Oroslavlju. 93/1942, 32, str. 380.
- Misli o vjeri i Crkvi. 93/1942, 45, str. 530-531. * Anonimno.
- Prošlost bogoslovskog sjemeništa u Zagrebu. 94/1943, 24, str. 259-262; 25, str. 274- 276.
- Tko je u Slavoniji ostavio turske skule? 94/1943, 36, str. 446. * Anonimno.
- Što treba izpraviti u Šematizmu đakovačke biskupije. 94/1943, 40, str. 458.
- Stanovništvo Slavonije u doba turskog gospodstva. 94/1943, 44, str. 505-506.
- Popis zapadne i južne Slavonije g. 1760. 94/1943, 50, str. 577-578; 52, str. 614; 95/ /1944, 7, str. 81-82; 8, str. 93-94.
- Uz 850-godišnjicu osnutka zagrebačke biskupije. 95/1944, 1, str. 1-3.
- Naši arhivi. 95/1944, 20, str. 232-233.
- Zlatko Tanodi i Adolf Wissert „Poviestni spomenici slobodnoga i kraljevskoga grada Varaždina". I dio, II svezka. Gradski zapisnici iz g. 1454-1464, 1467-1469. 96/1945, 2, str. 24. * Dr. Bc.
- Zagrebačko izdanje spisa tridentskoga sabora. 96/1945, 8-9, str. 57-58.
- Koje je blagodati primao hrvatski narod u prošlosti od Svete Stolice. 97/1945, 10, str. 71-75.
- Kanonik Ivančan kao povjestničar. 96/1945, 11, str. 90-91.

KATOLIČKI TJEDNIK
- Hrvatski benediktinci. 19(22)/1943, 21, str. 6.

KOMUNA - novine Opčine Vrbovec
- Iz povijesti Vrbovca. VII/1971-1972, 71, str. 9; 72, str. 9; 73, štr. 9; 74, str. 9; 75, str. 9; 76, str. 9; 77, str. 9; 78, str, 9; 79, str. 9; 80, str. 9; 81, str. 9; 82, str. 9.
- Almanah Leptir 1859-1862. XI/1976, 6, str. 9.
- Ljudevit Vukotinović živio i djelovao u Lovrečini Gradu. XI/1976, 7, str. 9.
- Nova knjiga o Križevcima. XI/1976,14-15, str. 9. Vrbovec u Geografiji Hrvatske. XII/1977,9, str. 9. Kretanje stanovništva u općini Vrbovec 1977. XIII/1978,4, str. 9.
- Povijesna topografija Križevačke županije. XIV/1979, 7-8, str. 9.
- Urbanistička koncepcija jezgre Križevaca. XIV/1979, 10, str. 9.
- Štefa Iskra Kršnjavi. XIV/1979,20-21, str. 9.
- Pečati i grbovi u prošlosti Vrbovca. XV/1980,5, str. 9.
- Kretanje stanovništva u općini Vrbovec 1771-1971. XV/1980, 10, str. 9; 11, str. 9; 12, str. 9; 13, str. 9.
- Iz povijesti Gradeca. XV/1980,12, str. 9.
- Dobronić L., Po starom Moravču. XV/1980,11, str. 9.
- Tko krade tuđe jelke. XVI/1981,2, str. 8.
- Popis stanovništva. XVI/1981,3, str. 9.
- Voćarska škola u Lovrečini. XVI/ 1981, 17-18, str. 13.
- Naši hrastovi. XVIII/1983,7, str. 8.
- Seljačka buna u Vrbovcu 1867. XVIII/1983,8, str. 9.

KRIJES
- Moja sreća. VIII/1921-1922, 9-10, str. 137.
- Iz moga djetinstva. VIII/1921-1922,9-10, str. 137.
- Sovsko jezero. IX/1922-1923,4-5, str. 52-56.

KRIŽEVAČKI ZBORNIK
- Iz povijesti Cirkvene. 1981,2, str. 93-115.

KRŠĆANSKA ŠKOLA
- Devedesetogodišnjica Zbora duhovne mladeži zagrebačke. 30/1927,5-6, str. 68.
- Vrela i prinosi (Zbornik za povijest isusovačkog reda u hrvatskim krajevima), VIII sv. (Sarajevo 1938.) 42/1938,9-10, str. 140. * Bc.
- Katehetski dom u Zagrebu. 43/1939,3-4, str. 57-59. * Katehet.

KULTURNO POVIESTNI ZBORNIK ZAGREBAČKE NADBISKUPIJE U SPOMEN 850. GODIŠNJICE OSNUTKA
Zagreb, Izdanje Hrvatskog izdavalačkog bibliografskog zavoda, I dio, 1944. godine
- Zagrebački biskupi i nadbiskupi. Str. 17-70.
- Popis župa Zagrebačke biskupije od god. 1334. Str. 409-455.

LUČ
- Incitament poezije. XIX/1923-1924, 3-4, str. 105. Uoči praznika. XIX/1923-1924,10, str. 278.
- Jesenje sjećanje. XX/1924-1925, 4, str. 80.
- Dvije druge. XXI/1925-1926,2, str.,2. * Joer Mabu.
- Aera martyrum. XXI/1925-1926,5, str. 4. * Joer Mabu.
- Vesna digla palmu. XXI/1925-1926,6-7, str. 6.
- „Cvijet" (kritika). XXI/1925-1926,9, str. 5. * J. M.
- U osami. XXI/1925-1926,16, str. 4. * Joer Mabu.
- „Cvijet", „Zumbuli" (osvrti). XXI/1925-1926,17-18, str. 7-8.
- Latinska djela Marka Marulića. XXII/ 1926-1927, 2, str. 14-15.
- Zbor duhovne mladeži zagrebačke 1826-1936. XXII/1926-1927, 6-7. str. 109-110.
- Bogoslovi i Hrvatski katofički	pokret. XXIII/1927-1928,4, str. 108-114.
- Prvi hrvatski đački list „Zviezda". XXIV/1928-1929, 6, str. 192-194
- Bogoslovi u Čehoslovačkoj..XXIV/1928-1929, 8, str. 294.
- Umro bogoslov Andrija Milec. XXIV/1928-1929,8, str. 294.
- Patriotske veze hrvatskoga i slovačkoga đaštva u prošlosti. XXV/1929-1930,6-7, str. 186-188.

LJETOPIS JAZU
- Izučavanje mjesnih imena u Buku i okolici. 1965, knjiga 70, str. 395-396.
- Izučavanje mjesnih imena u Pleternici i okolici. 1965, knjiga 70, str. 397.
- Proučavanje mjesnih imena u Ruševu i okolici. 1967,72, str. 443-445.

MARULIĆ Hrvatska književna revija — Časopis za književnost i kulturu. Hrvatsko književno društvo sv. Čirila i Metoda, Zagreb
- Stogodišnjica Hrvatskoga književnog društva sv. Jeronima. 1968, str. 431-432.
- Srećko Majstorović, Euzebije Fermendžin, franjevac akademik, 1845-1897. XI/1978, 2, str. 211-212.
- Paškal Cvekan, Virje. XI/ 1978,2, str. 212.
- Josip Pašić: Najobičniji muškarac ili reportaža o sebi. Tuđe suze ili odgovornost za tu¬đe živote. XI/1978,4, str. 400-401.
- Antun Bošnjaković, Crkva Blažene Djevice Marije na Bapskoj. XII/1979,3, str. 293.
- Dr. Krunoslav Draganović — Pero Sudar: Komušina i Kondžilo s posebnim osvrtom na Usorsku banovinu i stari Kuzmadanj. XV/1982,2, str. 191.
- Srednjovjekovna Požega u monografiji „Požega 1227-1977". XV/1982,6, str. 570— 573
- Tomislav Đurić: Srednjovjekovni gradovi slavonskog gorja. XVI/1983,4, str. 447-448. Govor Požeške okolice. XVI/1983,4, str. 448.
- Iz povijesti Štrigove i Racke Kaniže. XVII/ 1984, 1, str. 29-36.
- Neopravdani prigovori. XVII/1984,2, str. 214-217.

MLADOST god. IX.
- Jubilej pape Pija XI. 1928-1929,5, str. 129-130.

MUZEUM Brno
- Bogoslovi i Hrvatski katolički đački pokret. 59/1927-1928,2, str. 47-52. Pjesma pune želje. 59/1927-1928,3-4, str. 93.

NARODNA POLITIKA
- Zbor duhovne mladeži zagrebačke. XI/1927,28, str. 4.
- Zbor duhovne mladeži zagrebačke. XI/1927,43, str. 5; 44, str. 5; 45, str. 5; 46, str. 5; 47, str. 5.
- Katolici i pravoslavni u istočnom Dilju i Krndiji. XI/1927,83, str. 4.
- Koji su govori u Požeškoj kotlini. XI/1927,84, str. 3.
- Žiteljstvo naših većih mjesta u posljednjih sto godina. XII/1928,26, str. 6.
- Turopoljci, Ilirci i zagrebački bogoslovi 9. XII 1943, XII/1928,40, str. 3. *
- Ruševine starih crkvi u slavonskoj Posavini u XVIII stoljeću. XIII/1929,3, str. 5.
- Nastava na području gradiške pukovnije u drugoj polovici XVIII vijeka. XIII/1929, 7, str. 5.
- Iz života u bivšoj Krajini. XIII/ 1929, 145, str. 5-6

NAŠA GOSPA LURDSKA
- Crkva Snježne Gospe u Kutini. 1931,5, str. 78-79.

NEDJELJNE VUESTI
- Prošlost Bogoslovskog sjemeništa u Zagrebu. 2/1942,50, str. 4.

OBITELJ
- Ruševo. Prigodom 150-godišnjice obnovljenja župe. I/1929, 31, str. 531+535. Među Hrvatima oko Kosova. X/1938, 38-39, str. 530-532.

ODJEK — Slavonska Požega
- Božić. I/1919-1920,2, str. 1.

POŽEŠKE NOVINE — Slav. Požega
- Susjede. (Aktovka). V/1926,28, str. 1-2; 29, str. 1-2.
- Crkve i kapele požeškoga kraja u XVIII stoljeću. X/1931,7,1-2; 18, str, 1-2.
- Nestalno i pravo pisanje mjesta u požeškoj kotlini. X/1931,46, str. 1; 47, str. 1; 48, str. 3.
- Žiteljstvo požeške kotline. XI/ 1932, 7, str. 2-4.
- Iz davne prošlosti Zlatne doline. Crkvene prilike požeškoga kraja prije 600 godina. XIV/1935, 1935, 7, str. 3.
- Ruševačka župa u prošlosti. XVI/1937, 33, str. 5.

POŽEŠKI LEKSIKON — Slavonska Požega 1977.
Abecevica, str. 11; Abramovići, str. 11; Alaginci, str. 13; Alilovci i Galešići, str. 13-14; Amatovci, str. 14; Ašikovci, str. 17; Bankovci, str. 23; Bektrež, str. 25; Beroševci, str. 26; Bertelovci, str. 26; Bešinci, str. 26; Bilač Mali, str. 26; Bilač Veliki, str. 26; Biskupi rodom Požežani, str.-28; Biškupci, str. 28; Bjeliševci, str. 29; Blacko, str. 29; Bogdašić str. 30; Bogović, str. 30; Boks, str. 30; Bolomače, str. 31; Borić, str. 31; Boriičevci, str. 32, Bratuljevci, str. 33; Brdari, str. 34-35; Brestovac Požeški, str. 35-36; Breznice Po¬žeške, str. 36; Bučje, str. 38; Buk, str. 39; Bukovje, str. 39-40; Busnovi, str. 40; Bzeni¬ca, str. 40; Cerovac Jakši.čki, str. 43; Ciglenik, str. 44; Cisterciti u Kutjevu, str. 46; Crk¬vena desetina, str. 46; Crkvenik ili Streževac, str. 46; Crljenci, str. 46-47; Čaglin, str. 49-50 A.P. = Antun Petković); Čečavac, str. 50 A.P.); Cešljakovci, str. 51-52; Čosinci, str. 54; Daranovci, str. 56; Darkovac, str. 56; Deževci, str. 57; Djedina Rijeka, `str. 58-59; Dobra Voda, str. 59; Dobrogošće, str. 59; Dolac, str. 61; Doljanci, str. 61; Doljanovci, str. 61; Dominikanski samostan, str. 63; Draga Požeška, str. 64; -Dragan¬lug, str. 64; Dragutinovac, str. 64; Drenovac Brodski, str. 64-65; Drškovci, str. 65; Duboka, str. 69(s A.P.); Edutovci, str. 71; Eminovci, str. 72; Eminovci Donji, str. 72; Emovački Lug, str. 73; Ferovac, str. 74; Franjevački samostan u Požegi, str. 77; Franjevački samostan u Velikoj, str. 77-78; Frkljevci, str. 78 (s A.P.); Gnojnica, str. 85; Golobrci, str. 85; Golo Brdo, str. 85; Grabarje, str. 87-88; Gradac, str. 88; Gradiš¬te Bekteško, str. 89 (s A.P.); Gradska blagajna, str. 89; Granje, str. 90; Greda, str. 91; Gučani Gornji i Donji, str. 92 (s A.P.); Hrnjevci, str. 96; Ibrišimović Luka, str. 98-99; Imbrijevci-Inuevci, str. 99. Isusovački kolegij, str. 101; Ivanovci, str. 101-102; Ivan¬-Dol; str. 102; Ivanin'-Dvor, str. 102; Jaguplije ili Jakuplije, str. 105; Jakšić, str. 106; Jasik, str. 107; Jezero Stojčinovačko, str. 108; Jurkovac ili Đurakovac, str. 109 (s A.P.); Kadanovci, str. 112; Kalinići, str. 112; Kamenska, str. 113-114 (s A. P.); Kantrovci, str. 115 (s A.P.); Kaptol, str. 116; Kasarne, str. 117; Katoličke župe, str. 117; Klisa, str. 121; Knešci, str. 122; Kneževac, str. 122; Komarovci, str. 126; Ko¬morica; str.-127; Komušina, str. 127; Koprivna, str. 128; Koprivnica Požeška, str. 128; Krivaj, str. 136; Kruševo, str. 137; Kuga, str. 137-138; Kujnik, str. 138; Kula, str. 138; Kunovci, str. 140; Kutjevo, str. 141-142 (s A.P.); Kuzmica, str. 142-143 (s A.P.); Lakušje, str. 144; La.tinovci, str. 144 (s A.P.); Laze, str. 144-145; Lipa Nova, str. 146-147; Lipa Stara, str. 147; Lipovica Nova, str. 147; Lučinci, str. 149 (s A.P.); Lu¬kač, str. 149; Ljeskovica Nova, str. 152; Ljeskovica Stara, str. 153; Marindvor, str. 156; Marturina ili Kunovine, str. 159; Migalovci, str. 165; Mihajlije, str. 166; Mihaljevci; str. 166; Mihaljevci Novi, str. 166-167; Mihaljevci Pleternički, str. 167; Mijači, str. 167 (s
A.P.); Mihanlug, str. 167-168; Milanovac Požeški, str. 168 (s A.P.); Milivojevci, str. 169(s A.P.); Mitrovac, str. 169 (s A.P.); Mokreš, str. 170; Mrkoplje, str. 170; Narodna nošnia, str. 173-174; Narodni junaci u borbi s Turcima, str. 178-179; Novoselci Jakšićki, str. 187; Novo Selo Požeško, str. 187; Nurkovac, str. 188; Oblakovac, str. 189-190; Oljasi; str. 191 (s A.P.); Orljavac, str. 194 (s A.P.); Orov Panj, str. 195; Ovčare, str. 198 (s A.P.); Ozdakovci, str. 198; Paka, str. 199; Partuševac, str. 204; Pasikovci, str. 204 (s A.P.); Pavlovci, str. 208 (s A.P.); Perenci, str. 211 (s A. P.); Pleternica, str. 215-217 (s A.P.); Podgorje, str. 219-220; Podsreće, str. 221; Pokljuke, str. 221; Poloj, str. 222; Poljav, Poreč, str. 225; Potočani, str. 228; Požega, str. 228-234 (s A.P. i S.LJ.); Požeška županija, str. 242-244; Požeški arhiđakonat, str. 245; Požeški subalterni konzistorij, str. 247; Požeški zborni kaptol, str. 247; Požeško sjemenište, 248; Pravoslavne parohije, str. 248-249; Predešinci, str. 249; Radovanci, str. 258; Rajsavci, str. 259; Ramanovci, str. 259; Rasna, str. 259; Ratkovica, str. 260 (s A.P.); Resnik, str. 261; Ruševo, str. 265-266; Sapna, str. 268 (s A.P.); Sažije, str. 279 (s A.P.); Seoci, str. 281 (s A.P.); Sesvete Požeške, str. 281-282; Sibokovci, str. 282; Skens.lerovci, str. 283; Sloboština, str. 286 (s A.P.); Smoljanovci, str. 287 (s A. P.); Sovinjak, str. 290; Srednje Selo, str. 296 (s A.P.); Stojčinovac, str. 302 (302 s A. P.); Stražeman, str. 303 (s A.P.); Striježevica, str. 304-305 (s A.P.); Sulkovci, str. 306 (s A.P.); Svilna, str. 307; Šeovci, str. 309; Šeovci Kamenski, str. 309; Škomić, str. 311; Škrabutnik, str. 311; Šnjegović, str. 311-312 (s A.P.); Štitnjak, str. 315-316; Šumanovci, str. 316; Šušnjavi Kamenski, str. 319 (s A.P.); Tekići, str, 322; Tominovci, str. 324-325 (s A.P.); Toranj, str. 325; Trapari, str. 326; Trbošnjak, str. 326; Trenko¬vo Mitrovica, str. 326-327; Treštanovci, str. 327; Treurul Nikola, str. 327; Trgovina, str. 327 (s K.K.); Trnovac, str. 329; Tulnik, str. 330; Turnić, str. 331; Ugarci, str. 336 (s A.P.); Urbar, str. 337; Velika, str. 340-341 (s A.P.); Venje, str. 341 (s A.P.); Vetovo str. 342-343 (s A.P.); Vidovci, str. 343-344 (s A.P.); Vilić—Selo, str. 343; Viškovci, str. 345; Vlatkovac, str. 345; Vrači i Vračare, str. 348; Vranić, str. 349; Vratna, str. 349; Vrčin-Dol, str. 349; Vrhovci Crkveni, str. 349-350 (s A.P.); Vrhovci Gornji, str. 350 (A.P.); Vučjak Čečavački, str. 350 (s A.P.); Vučjak Kamenski, str. 351 (s A.P.); Vukojevica, str, 351; Zagrađe, str. 352; Zakorenje, str. 352; Zavilac, str. 353; Završje, str. 354; Zdenkovac, str. 356; Žigerovci, str. 360 (s A.P)
POŽEŠKI LIST — Slavonska Požega
- Birokracija mijenja imena naselja. XVI/ 1969, 1, str. 3.
- „Kroz historiju višeg i visokog školstva u Hrvatskoj do 1874." XV11/1970,4, str. 3.
- Sjećanje na požešku gimnaziju. XVII/1970,14, str. 4-5.
- Svjedočanstvo o školi u Požegi iz g. 1648. XVIII/1971,1, str. 4.
- Za kulturni rad u Požegi. XVIII/1971,1, str. 7.
- Kako su i kada Turci osvojili Požegu. XVIII/1971,2, str. 4.
- Oslobođenje Požege od Turaka. XVIII/1971,3, str. 4.
- Požeški kaptol nekoć i danas. XIX/1972,16-17, str. 3.
- Koje stručne službe Požegi trebaju. XXVI/1979,19, str. 9-11.
- Povijesna topografija Požeške županije. XXVI/1979,27, str. 6-:7.

POŽEŠKI ZBORNIK
- Prastanovnici u Požeškoj okolici. I, 1961, str. 283-291.
- Naseljavanje grada Požege. II, 1966, str. 102-108.
- Fra Luka Ibrišimović. III, 1970, str. 105-113.
- U svjetlu novih dokumenata. III. 1970, str. 213-215.
- Turković Z., Sedam stoljeća dobra Kutjevo (osvrt). III, 1970, str 217-221.
- O naseljavanju požeške okolice. VI, 1974, str. 69-81.
- Plemićke obitelji i njihovi posjedi ili gospoštije u požeškom kraju od XII1—XVI stolje¬ća. V, 1984, str. 13-28.

STARINE JAZU
- Popis župa Zagrebačke biskupije 1334. i 1501.1983, knjiga 59, str. 43-108.

SUBOTIČKE NOVINE
- Ustanak Bunjevaca u Lici g. 1702.19/1938,51, str. 3.

TRAVNIČKO SMILJE
- Oj vi noćne zvjezdice. 1921--1922,1, str.

TRAŽENJA
- Rod Buturaca u Djedinoj Riki 1780-1980. XI/1980,22, str. 23-27.

VJESNIK ARHIVA I MUZEJA U SLAVONSKOJ POŽEGI
- Naselja Požeštine u kasnom Srednjem vijeku. 11/1963,1, str. 9-26.

VJESNIK ĐAKOVAČKE BISKUPIJE
- Crkveni arhivi. XIX/1966, 10, str. 179-180.
- Crkvena imovina nekada i danas. XX/1967,7-8, str. 144-145.
- Jedan za više njih. Hrvatski jezik u vjeronaučnim i liturgijskirn knjigama. XXIX (CIV)/1976,1, str. 15— 17.
- Sjećanje na pokojnog Josipa Ivića Starijeg (1902-1978). XXXI(CVI)/1978, 12, str. 226.
- Dobro ponašanje. XXXII(CVII)/1979,1, str. 18. * Uskok.
- Crkvena imovina i svećenikova savjest. XXXII(CVII)/1979, 2, str. 38. * Bunjevac Uskok.
- Darovi za crkve. XXXII(CVII)/ 1979, 3, str. 58. * Uskok.
- Svećenikova oporuka. XXII(CVII)/1979,5, str. 98. * Uskok.
- Kritika. XXXVI(CXI)/1983,1, str. 17. * Uskok.
- Dušobrižničke brige. XXXVI(CXI)/1983,2, str. 37-38. * Uskok.
- Novi CIC (Codex iuris canonici) i crkveni arhivi. XXXVI(CXI)/1983,3, str. 58.
- Svećenici originali. XXXVI(CXI)/ 1983, 5, str. 95. * Uskok.
- Hrvatska crkvena povijest. XXXVI/1983, 5, str. 98. * Anonimno.
- Opadanje vjerske svijesti. XXXVI(CXI)/ 1983, 6, str. 114-115. * Uskok.
- Chiesa paga maL XXXVI(CXI)/1983,7-8, str. 141. * Uskok.
- Correptio fraterna. XXXVI(CXI)/1983,9, str. 162. * Uskok.
- Priručnici za propovijedanje, XXXVII (CXII) 1984,2, str. 38, — Uskok.
- Boj je naš branitelj, XXXVI (CXII) 1984,3, str. 62 * Uskok.

VJESNIK HRVATSKOG DRŽAVNOG ARHIVA U ZAGREBU
- Dr Catolus Nežić: De pravoslavis Jugoslavis saec. XVII ad catholicam fidem reversis nec non eorum conceptu Romanae Ecciesiae. (Roma 1940.) Typis polyglottis Vatica¬nis. Desc1e et socii editores pontifici. Doktorska disertacija. 1941,9/10, str. 166. Krunoslav Draganović, Massenbertritte von Katholiken zur „Ortodoxie" im Kroati¬schen sprachgebiet zur Zeit Trkenschaft. Roma 1937., 1944, knjiga IX—X, str. 165-166. Kaptolski arhiv u Zagrebu. 1945, knjiga XI, str. 59-80.

ZAGREB
Arhivi u Zagrebu. 10/1942,8-12, str. 288-292.
ZBORNIK ZA NARODNI ŽIVOT I OBIČAJE JUŽNIH SLAVENA — JAZU
- Brdari Ruševa i okolice. 1953, knjiga 37, str. 59-67.
- Stanovništvo Požege i okolice 1700-1950.1967, knjiga 43, str. 205-594.
- Zajednički život Hrvata i Čeha u selima Požeške kotline 1900-1940.1971, knjiga 45, str. 195-205.
- Lovrečina grad i varoš 1223.-1983.1983, knjiga 49, str. 119-139.

ZUMBULI
Izdaju Pitomci Nadbiskupskog dječačkog sjemeništa Zagreb Kaptol 29
- Sreo sam. 1/1923-24,1, str. 3.
- Predoljska šetnja. 1/1923-24,1, str. 11.
- Pjesma pune želje. 1/1923-24,1,27.
- Mladost vene. I/1923-24,1,33.
- Pobjegle naše vi1e. 1/1923-24,1,37.
- Jesenje sjećanje. 11/1924-25-, 1, str. 5.
- Mnemosine. II/1924-25,2, str. 19-20.
- Setri M. 11/1924-25,2, str. 20.
- Hrvatska prije 1000 godina i danas. (Teritorijalna veličina i narodna snaga u para1e11). 11/1924-25,5, str. 66-70.
- Za reorganizaciju. 11/1924-25,1; str. 1-4. U pjesmi života. 11/1924-25,1, str. 6. Oluja. 11/1924-25,4, str. 49.
- Kad je već blizu 11/1924-25,3, str. 38-41. * Majo Be.

ZVONA — Rijeka
- Božo Milanović, Hrvatski narodni preporod u Istri, knjiga II (1883-1947). XI/1973, 5, str. 12.
- Rikard, Pavelič, Bunjevci, Zagreb 1973. XI/1973, 6, str. 12.
- Karitativni red u Crkvi. XXI/1983,6, str. 10. * Uskok Bunjevac.
- Samostan u selu. XXI/1983,10, str. 8. * U.B.

## Vanjske poveznice
Mrežna mjesta
- Buturac, Josip, Hrvatski biografski leksikon
- Ivan Damiš, Autobiografski zapisi dr. Josipa Buturca u njegovu rukopisu »Moja zapamćenja«, Croatica Christiana periodica 17/1993.